# Lycanthropy (Patrick Wolf)
Lycanthropy è il primo album discografico del cantautore Patrick Wolf ed è stato registrato nell'arco di otto anni tra il 1994 e il 2002. Fu ben accolto dalla critica al tempo della sua distribuzione, come il suo lavoro successivo, Wind in the Wires.

## Descrizione
L'album ha più campionamenti e distorsioni rispetto ai successivi album di Wolf. Inoltre, nell'album utilizza la chitarra acustica in molte tracce, uno strumento che Patrick quasi abbandonerà nei suoi ultimi album a favore del baritonale ukulele. Gran parte delle canzoni hanno un sottofondo cupo, come The Childcatcher, che racconta la storia di un ragazzo preso di mira da un pedofilo, e Lycanthropy, che racconta la storia di una trasformazione attraverso parole astratte.
Molte canzoni sono legate a lupi e lupi mannari, anche se non sempre in maniera esplicita.

## Tracce
1. Prelude – 1:31
2. Wolf Song – 3:27
3. Bloodbeat – 3:50
4. To the Lighthouse – 4:05
5. Pigeon Song – 3:34
6. Don't Say No – 4:02
7. The Childcatcher – 4:27
8. Demolition – 6:07
9. London – 3:53
10. Paris – 4:46
11. Peter Pan – 1:53
12. Lycanthropy – 4:10
13. A Boy Like Me – 3:29
14. Epilogue – 2:06